# San Antonio, Nueva Ecija
San Antonio là một đô thị hạng 2 ở tỉnh Nueva Ecija, Philippines. Cuộc điều tra dân số mới nhất của Philippines báo cáo dân số là 67.446 người sống trong 12.761 hộ gia đình.
San Antonio nằm giữa Jaen, Zaragosa, Cabiao, và Concepcion.

## Barangay
San Antonio được chia thành 16 barangay.
| - Buliran - Cama Juan - Julo - Lawang Kupang - Luyos - Maugat - Panabingan - Papaya - Poblacion | - San Francisco - San Jose - San Mariano - Santa Barbara - Santa Cruz - Santo Cristo - Tikiw |